# Сарвак
Сарвак (также Сарван, Чарогон; тадж. Сарвак) — село, эксклав Таджикистана, недалеко от территории Таджикистана внутрь Наманганской области Узбекистана. Административно анклав относится к общине Ориён Аштского района Согдийской области.
Имеется также несколько малонаселенных селений дальше от основных населённых пунктов. Имеется  медпункт и школа (№56), в которой учатся 105 учеников и преподают 20 учителей.

## География
Эксклав примерно 14 км в длину и 
2 км в ширину, расположен вдоль реки Сарвакруд. Площадь анклава составляет около 27.8 км². Минимальное расстояние между Сарваком и остальным Таджикистаном — 1,2 км.

## Население
Согласно данным переписи населения Республики Таджикистан 2020 года, население Сарвака составляет 624 человек (671 человек, 111 домохозяйств — в 1981 г.), занимаются земледелием. Земли орошаются из Восточного Ферганского канала.

## Топографические карты
- Лист карты K-42-118 Чадак. Масштаб: 1 : 100 000. Состояние местности на 1984 год. Издание 1989 г.